# Calliodentalium crocinum
Calliodentalium crocinum är en blötdjursart som först beskrevs av Dall 1907.  Calliodentalium crocinum ingår i släktet Calliodentalium och familjen Calliodentalium. Inga underarter finns listade i Catalogue of Life.